# Wenzel von und zu Liechtenstein
Fürst Wenzel von und zu Liechtenstein (Joseph Wenceslaus Franz Anastasius, genannt Wenzel; * 21. August 1767 in Wien; † 30. Juli 1842 ebenda) war ein Domherr und später kaiserlich-königlicher Generalmajor.

## Biografie
Liechtenstein war der zweitälteste Sohn des Fürsten Karl Borromäus von und zu Liechtenstein (1730–1789) und dessen Gemahlin Eleonore, geborene Fürstin zu Oettingen-Spielberg (1745–1812).
Er wurde früh für den geistlichen Stand bestimmt. Sein Vater präsentierte ihn 1774 dem Kölner Domstift. 1779 wurde er Domherr zu Köln, nachdem sein Vorgänger resigniert hatte. 1783 erfolgte unter der persönlichen Aufsicht von Carlo Tacchi seine Versetzung nach Rovereto, wo er unter anderem Musikunterricht beim Komponisten Giacomo Gotifredo Ferrari (1763–1842) erhielt. Im November 1784 zog er in Begleitung von "Abate" Tacchi nach Rom. Von 1785 bis 1786 studierte er in der Ewigen Stadt Theologie und wohnte im Kloster Santo Stefano del Cacco. Seit 1785 war er Mitglied der Accademia dell’Arcadia. 1786 machte er im Palazzo Doria die Bekanntschaft des Dichters Johann Wolfgang von Goethe. Dieser pflegte öfters bei ihm zu Mittag und zu Abend zu speisen. Liechtenstein führte ihn in die Arkadische Schäfergesellschaft ein.
Kardinal Giuseppe Garampi sorgte bald dafür, dass er seine Studien an einem strengeren französischen Seminar fortsetzte. 1788 wurde er Domherr zu Salzburg und reiste anschließend nach Deutschland und England. Durch kaiserliche Erste Bitte erfolgte 1793 sein Eintritt als Domherr zu Eichstätt. 1795 war er als Sekundant in die Duellaffäre seines älteren Bruders, Fürst Karl von und zu Liechtenstein, verwickelt, die jenen das Leben kostete. 1798 machte er eine reiche Erbschaft aus der Familie seiner Großmutter, einer geborenen Herzogin zu Schleswig-Holstein-Sonderburg-Wiesenburg, die ihm ein Jahreseinkommen von 30.000 Gulden eintrug und finanzielle Unabhängigkeit brachte. Seinem Temperament entsprechend machte ihn diese noch unbefangener und er nahm immer mehr Soldatenmanieren an. Dies fiel auch Kaiser Franz II. auf, von dem folgende Aussage erhalten ist:

„Er paßt nicht zum Pfaffen, aber er wird ein ausgezeichneter Soldat.“

Liechtenstein erklärte schließlich, dass er sich nicht zum geistlichen Stand berufen fühlte. Es gelang ihm jedoch erst beim zweiten Anlauf, nachdem er 1804 selbst nach Rom gereist war, die päpstliche Dispens zur Laisierung zu erhalten. Erzherzog Karl von Österreich akzeptierte ihn daraufhin als Rittmeister. Für 2.000 Gulden konnte er eine Schwadron erwerben. In der Schlacht bei Ulm geriet er mit seinen Brüdern Moritz und Alois in Kriegsgefangenschaft. In den Friedensphasen betrieb er auf einem Meierhof auf dem Marchfeld, den er 1807 erworben hatte, Landwirtschaft und richtete eine Schäferei sowie eine Rinderzucht ein. 1809 diente er als Adjutant seines Vetters, des regierenden Fürsten Johann I. von und zu Liechtenstein. 1810 weilte er bei der Hochzeit Napoleons mit Erzherzogin Marie-Louise von Österreich in Paris. In den Koalitionskriegen von 1813 und 1814 zeichnete er sich aus. Nach der Völkerschlacht bei Leipzig erfolgte seine Ernennung zum Oberstleutnant und Adjutanten des Fürsten Karl Philipp zu Schwarzenberg. Im Rang eines Obersts begleitete er 1814 Kaiserin Marie-Louise nach Rambouillet, von wo aus sie mit ihrem Sohn nach Österreich heimkehrte. 1816 erfolgte seine Beförderung zum Generalmajor.
Er lebte fortan in Wien, wo er am 30. Juli 1842 verstarb. Sein Leichnam wurde nach Mährisch Kromau überführt und in der Familiengruft bestattet.

## Auszeichnungen
- 1813: Orden pour le mérite
- 1813: Ritterkreuz IV. Klasse des Ordens des Heiligen Georg
- 1814: Ritterkreuz des Militär-Max-Joseph-Ordens
- 1814: Ritterkreuz des Militär-Maria-Theresien-Ordens